# Annastacia Palaszczuk
Annastacia Palaszczuk (wym. [ˈpæləʃeɪ]; ur. 25 lipca 1969) – australijska polityk polskiego pochodzenia, w latach 2015–2023 premier Queenslandu z ramienia Australijskiej Partii Pracy (ALP).

## Życiorys
Urodziła się 25 lipca w Brisbane.  Jej ojcem jest były polityk ALP Henry Palaszczuk, syn Polaków mieszkających w Niemczech.  Według Palaszczuk jej polski dziadek Leo uciekł z Europy po II wojnie światowej, by rozpocząć lepsze życie w Australii. Dotarł najpierw do obozu dla imigrantów w Wacolu, a potem wraz z rodziną osiadł na przedmieściach Inali. Ukończyła University of Queensland (bakalaureat i licencjat w zakresie nauk prawnych), London School of Economics (Master of Arts) i Australian National University (studia podyplomowe w zakresie prawa).
Annastacia Palaszczuk pracowała jako doradczyni kilku ministrów stanowych Queenslandu.  W 2006, po odejściu jej ojca z polityki, wygrała mandat poselski w Queenslandzie.  W 2012, po porażce w wyborach rządu Anny Bligh, została liderką opozycji.  W styczniu 2015 ALP wygrała wybory stanowe w Queenslandzie i Palaszczuk została szefową nowego rządu. Urząd premiera pełniła do 15 grudnia 2023.